# Dave's Picks Volume 2
Dave's Picks Volume 2 je druhá část série koncertní alb Dave's Picks skupiny Grateful Dead. Jedná se o koncertní trojalbum, nahrané 31. července 1974 v Dillon Stadium v Hartfordu ve státě Connecticut. Obsahuje rovněž bonusový disk, který byl nahrán 29. července 1974 v Capital Centre v Landover ve státě Maryland. Album vyšlo 1. května 2012. Album vyšlo v omezeném počtu 12 000 výlisků.

## Seznam skladeb
| Disk 1 | Disk 1                                | Disk 1                    | Disk 1 |
| Pořadí | Název                                 | Autor                     | Délka  |
| ------ | ------------------------------------- | ------------------------- | ------ |
| 1.     | Scarlet Begonias                      | Garcia, Hunter            | 8:21   |
| 2.     | Me and My Uncle                       | John Phillips             | 3:14   |
| 3.     | Brown Eyed Women                      | Garcia, Hunter            | 4:49   |
| 4.     | Beat It On Down the Line              | Fuller                    | 3:38   |
| 5.     | Mississippi Half-Step Uptown Toodeloo | Garcia, Hunter            | 8:01   |
| 6.     | It Must Have Been the Roses           | Hunter                    | 5:24   |
| 7.     | Mexicali Blues                        | Weir, Barlow              | 3:45   |
| 8.     | Row Jimmy                             | Garcia, Hunter            | 8:51   |
| 9.     | Jack Straw                            | Weir, Hunter              | 5:12   |
| 10.    | China Cat Sunflower                   | Garcia, Hunter            | 9:03   |
| 11.    | I Know You Rider                      | trad., arr. Grateful Dead | 5:56   |
| 12.    | Around and Around                     | Berry                     | 5:03   |

| Disk 2 | Disk 2                                                         | Disk 2                           | Disk 2 |
| Pořadí | Název                                                          | Autor                            | Délka  |
| ------ | -------------------------------------------------------------- | -------------------------------- | ------ |
| 1.     | Bertha                                                         | Garcia, Hunter                   | 5:38   |
| 2.     | Big River                                                      | Cash                             | 5:13   |
| 3.     | Eyes of the World                                              | Garcia, Hunter                   | 18:30  |
| 4.     | China Doll                                                     | Garcia, Hunter                   | 4:47   |
| 5.     | Promised Land                                                  | Berry                            | 3:29   |
| 6.     | Ship of Fools                                                  | Garcia, Hunter                   | 6:19   |
| 7.     | Weather Report Suite“ 1. „Prelude“ 2. „Part 1“ 3. „Let It Grow | Weir Weir, Andersen Weir, Barlow | 17:08  |
| 8.     | El Paso                                                        | Robbins                          | 4:54   |
| 9.     | Ramble On Rose                                                 | Garcia, Hunter                   | 6:27   |
| 10.    | Greatest Story Ever Told                                       | Weir, Hart, Hunter               | 5:56   |

| Disk 3 | Disk 3                  | Disk 3                     | Disk 3 |
| Pořadí | Název                   | Autor                      | Délka  |
| ------ | ----------------------- | -------------------------- | ------ |
| 1.     | To Lay Me Down          | Garcia, Hunter             | 8:09   |
| 2.     | Truckin'                | Garcia, Lesh, Weir, Hunter | 17:53  |
| 3.     | Mind Left Body Jam      | Grateful Dead              | 7:24   |
| 4.     | Spanish Jam             | Grateful Dead              | 5:40   |
| 5.     | Wharf Rat               | Garcia, Hunter             | 9:31   |
| 6.     | U.S. Blues              | Garcia, Hunter             | 6:01   |
| 7.     | One More Saturday Night | Weir                       | 5:43   |
| 8.     | Uncle John's Band       | Garcia, Hunter             | 6:26   |

| Bonusový disk | Bonusový disk                                                  | Bonusový disk                    | Bonusový disk |
| Pořadí        | Název                                                          | Autor                            | Délka         |
| ------------- | -------------------------------------------------------------- | -------------------------------- | ------------- |
| 1.            | Sugaree                                                        | Garcia, Hunter                   | 7:03          |
| 2.            | Weather Report Suite“ 1. „Prelude“ 2. „Part 1“ 3. „Let It Grow | Weir Weir, Andersen Weir, Barlow | 19:31         |
| 3.            | He's Gone                                                      | Garcia, Hunter                   | 13:24         |
| 4.            | Truckin'                                                       | Garcia, Lesh, Weir, Hunter       | 8:16          |
| 5.            | Nobody's Fault But Mine                                        | trad., arr. Grateful Dead        | 4:02          |
| 6.            | The Other One                                                  | Weir, Kreutzmann                 | 8:55          |
| 7.            | Spanish Jam                                                    | Grateful Dead                    | 4:44          |
| 8.            | Wharf Rat                                                      | Garcia, Hunter                   | 9:23          |

## Obsazení
- Jerry Garcia – sólová kytara, zpěv
- Bob Weir – rytmická kytara, zpěv
- Phil Lesh – basová kytara, zpěv
- Donna Jean Godchaux – zpěv
- Keith Godchaux – klávesy
- Bill Kreutzmann – bicí